# 150035 Williamson
150035 Williamson este un asteroid din centura principală de asteroizi.

## Descriere
150035 Williamson este un asteroid din centura principală de asteroizi. A fost descoperit pe 20 noiembrie 2005 la Wrightwood de James Whitney Young. Asteroidul prezintă o orbită caracterizată de o semiaxă mare de 3,11 ua, o excentricitate de 0,07 și o înclinație de 11,4° în raport cu ecliptica.